# Thomas & Mack Arena
Thomas & Mack Arena er University of Nevadas indendørs arena i Las Vegas, Nevada, USA. Arenan har plads til 19,522 tilskuere på basketball kampe.